# Richard Estes
Richard Estes (Kewanee, Illinois, 14 de mayo de 1932) es un pintor estadounidense conocido por sus pinturas hiperrealistas. 
Una característica de su pintura es la compleja utilización de las superficies con luz refractada; desde 1967 comenzó a pintarlas, y desde entonces le han acompañado en sus obras, edificios reflejados en estructuras cristalinas y lisas como los escaparates, ventanales, cabinas telefónicas, capó de un coche o al paso de un autobús. También reproduce reflejos deformados y a veces difuminados en superficies no lisas y uniformes como son las olas de agua en movimiento. Está considerado como uno de los fundadores del movimiento foto-realista internacional de finales de los años sesenta, con artistas como Malcom Morley, Chuck Close y Duane Hanson.

## Vida
Con corta edad, la familia de Richard se mudó a Chicago. Allí, siendo un joven adulto, estudió en el Instituto de Arte de Chicago desde 1952 hasta 1956 donde se interesó por la obra de otros pintores realistas como Edgar Degas, Edward Hopper y Thomas Eakins, ya que todos ellos estaban ampliamente representados en la colección del instituto. En 1956 se estableció definitivamente en Nueva York tras finalizar sus estudios. Los años siguientes trabajó como artista gráfico de varias revistas y agencias de publicidad en Nueva York y en España, país en el que vivió en 1962. En 1966 disponía del capital suficiente para dedicarse enteramente a su pintura. En 1968, celebra su primera exposición individual en la Allan Stone Gallery de Nueva York.
La mayor parte de sus obras del principio de los años sesenta representan a habitantes de ciudades desarrollando actividades cotidianas. Alrededor de 1967 el artista empezó a pintar fachadas de tiendas y edificios con ventanales de cristal, y lo que es más importante, las imágenes reflejadas que se mostraban en estos ventanales. Los cuadros estaban basados en fotografías a color en los que captaba la naturaleza evanescente de los reflejos, que podían cambiar por la iluminación y la hora del día.

## Sus obras
- Columbus Circle (2008). óleo sobre lienzo. 93,98 x 170,18. Marlborough Gallery Inc.,40W. 57th St., NYC 10019.
- Autobús de Broadway en la calle Liberty (1996). Óleo sobre lienzo. 86 x 121 cm. Museo Botero, Bogotá. Colombia
- Cabinas Telefónicas (1967). Acrílico sobre masonite. 122 x 175,3 cm Museo Thyssen-Bornemisza, Madrid.
- Cafe Express (1975). Óleo sobre lienzo. Instituto de Arte de Chicago. Chicago. USA.
- Canadian Club Colección privada. Chicago. USA.
- Central Savings (1975). Óleo sobre lienzo. Museo Nelson-Atkins. Kansas City. USA.
- Circus Drive-In (1971). Óleo sobre lienzo. 43,2 x 61 cm. Colección Hoffmann. Chicago. USA.
- Clothing Store (1976). Acrylic on Board. 32,4 x 37,5 cm.
- Drugstore (1970). Óleo sobre lienzo. Instituto de Arte de Chicago. Chicago. USA.
- Façade (1974). Óleo sobre lienzo. Galería Allan Stone. New York. USA.
- Holland Hotel (1984). Óleo sobre lienzo. 45 x 71.5". Louis K. Meisel Gallery. New York. USA.
- Hotel Empire (1987). 38" x 87".
- Lee (1974). Oil on Board. 38,4 x 49,5 cm.
- Park Row Looking Towards City hall 1992. 36" x 72" Óleo sobre lienzo. Louis K. Meisel Gallery, New York.
- Qualicraft Shoes (1974). 91,4 x 124,5 cm.
- Tren (1998). Smithsonian American Art Museum. Washington. U.S.A.
- 8 obras Urban Landscape
- Victory Theatre (1968). Óleo sobre masonite.
- Nedick's (1970). Óleo sobre lienzo. 121,9 x 167,6 cm.

- Datos: Q704965
- Multimedia: Richard Estes / Q704965